# Torben Bondrop
Torben Von Muderspach Bondrop (født 27. januar 1958 i København) er en dansk advokat indenfor litigation og partner hos Plesner.